# Gabriel Grant
Gabriel Grant (* 4. September 1826 in Newark; † 8. November 1909 in Manhattan)  war ein US-amerikanischer Arzt.
Grant zeichnete sich insbesondere im Amerikanischen Bürgerkrieg aus und wurde mit der Congressional Medal of Honor ausgezeichnet.
Er arbeitete u. a. während der Schlachten von Bull Run, Fair oaks, Gaines Mills, Peach Orchard Station, White Oak Swamp, Malvern Hill, Antietam, Fredericksburg und Vicksburg als Arzt.
Sein Sohn war der Schriftsteller Madison Grant.